# James Dallinger
James Dallinger (ur. 30 września 1985) – nowozelandzki wioślarz, reprezentant Nowej Zelandii w wioślarskiej czwórce bez sternika podczas Letnich Igrzysk Olimpijskich w Pekinie.

## Osiągnięcia
- Mistrzostwa Świata – Eton 2006 – czwórka ze sternikiem – 3. miejsce[1].
- Mistrzostwa Świata – Monachium 2007 – czwórka bez sternika – 1. miejsce[1].
- Igrzyska Olimpijskie – Pekin 2008 – czwórka bez sternika – 7. miejsce[1].